# Emblema pictum
El diamante pintado o pinzón pintado (Emblema pictum) es una especie de ave paseriforme de la familia Estrildidae nativa de Australia. Es la única especie del género Emblema.
Tiene una extensión global estimada de 1 000 000 km². Habita en zonas semidesérticas, praderas y pastizales secos subtropicales. La IUCN la clasifica como preocupación menor.